# 生殖補助医療の提供等及びこれにより出生した子の親子関係に関する民法の特例に関する法律
生殖補助医療の提供等及びこれにより出生した子の親子関係に関する民法の特例に関する法律（せいしょくほじょいりょうのていきょうおよびこれによりしゅっしょうしたこのおやこかんけいにかんするみんぽうのとくれいにかんするほうりつ、令和2年12月11日法律第76号）は、生殖補助医療の基本理念等と、民法の親子法制に関する日本の法律で、民法に対する特例法である。日本政府公式の略称はないが、法務省民事局の民法（親子法制）等の改正に関する法律案を説明する図や、インターネット上の文献では、生殖補助医療法の略称が用いられている。
国会議員が自ら発議した法律（議員立法）であり、秋野公造、古川俊治、石橋通宏、梅村聡、伊藤孝恵の5人が発議した。本法は、「長年手つかずであった不妊治療関連法制の第一歩」と評されている。本法は、後述のとおり公布から施行までの期間が短いため、施行前であっても、生殖補助医療を受けようとする日本人およびその配偶者ならびに日本国内に居住する者の意思決定に大きな影響を及ぼす。

## 背景となる日本の親子関係法制
日本の法制度は、法律婚の妻を母とし、その夫を父とする子を「嫡出子」と呼び、嫡出子でない子を「非嫡出子」と呼ぶ。
民法（日本の明治29年法律第89号をいう。以下同じ。）は、妻が婚姻中に懐胎した子を夫の子と推定する（772条1項、嫡出推定）。民法は、この推定を覆す方法として、夫による子が自己の嫡出子であることの否認（774条、嫡出否認）のみを設け、妻が懐胎した子が妻の嫡出子であることを否認する権利を誰にも与えない。つまり、妻が懐胎した子は妻の子とみなされる。民法は、子を懐胎した女性がその子の血縁上の母ではないという事態を想定していないのである。
夫の嫡出推定も強力である。判例によると、性同一性障害者の性別の取扱いの特例に関する法律に基づき戸籍上の性を生来の女性から男性に変更した者が女性と婚姻をし、その女性が子を懐胎し出産したときは、夫妻は父の欄を夫とする戸籍記録を申請することができる。また、判例によると、科学的証拠により夫と子との間の血縁関係が否定されても、夫が嫡出の否認手続をとらない以上は、子の側から親子関係不存在を主張することはできない。
他方で、判例は、父子関係についてのみ「推定の及ばない子」という概念を認める。すなわち、妻が子を懐胎した当時、夫とは事実上の離婚をして夫婦の実態が失われていたとか、遠隔地に居住して夫婦間に性的関係を持つ機会がなかったことが明らかであるなどの事情があれば、嫡出推定は働かない。嫡出推定が働かない場合には、夫からも子からも、親子関係不存在確認を求める手続（家事調停、人事訴訟）をとることができる。
民法779条によると、非嫡出子の親子関係は認知によって生じる。もっとも、判例によると、女性は子を出産したことにより認知を経ずに母となる。判例は、妻の卵子に由来する子であっても、その子を懐胎・出産したのが妻以外の女性であれば、たとえ他国の裁判所でその子と妻との親子関係を認める裁判が確定していても、日本では夫妻の嫡出子とはならないと述べ、子を出産した女性が母とみなされるという解釈を確立した。
民法は、配偶子（精子又は卵子）の提供者が死亡した後に女性が懐胎するという事態も想定していない。そのことを如実に示す判例が、最高裁判所平成16年（受）第1748号平成18年（2006年）9月4日第二小法廷判決・民集60巻7号2563頁である。この判例は、夫と死別した妻が、夫の生前の意思に基づき、夫の死亡前に凍結保存された精子を用いて懐胎し、子を出産したという事案について、子の認知請求を棄却したものである。
このように、民法の親子関係法制は生殖補助医療による子の懐胎・出産を想定しておらず、最高裁判所の判例がこれを想定した柔軟な解釈を受け容れることもなかったのである。

## 立法過程
秋野公造、古川俊治、石橋通宏、梅村聡、伊藤孝恵の5人が、議員立法として発議した。法案提出理由について、生殖補助医療の提供等に関し、基本理念や法的根拠、国や医療関係者の責務を定め、第三者提供の卵子や精子を用いた生殖補助医療によって出まれた子どもの親子関係の不安定さを解消するため、民法の特例を定める必要がある、と述べている。
本法は議員立法であるが、過去の政府内の議論も尊重しており、発議者が全てを独自に構想したものではない。
重要な先駆となったのは、法務省法制審議会生殖補助医療関連親子法制部会が2003年（平成15年）7月にとりまとめて意見募集をした「精子・卵子・胚の提供等による生殖補助医療により出生した子の親子関係に関する民法の特例に関する要綱中間試案」（以下「法制審議会中間試案」といい、その補足説明を、以下「中間試案補足説明」という。）である。
また、法制審議会民法（親子法制）部会は2019年（令和元年）7月29日に第1回会議を開き、2020年（令和2年）2月25日の第7回会議以降、生殖補助医療により出生した子の嫡出推定に関しても議論を行い、本法案が参議院に提出された同年11月16日当時も中間試案を作成途中であった。

## 本法の概要
本法は、10か条の本文を有し、第1章から第3章までに分けられる。また、参議院法務委員会及び衆議院法務委員会が詳細な附帯決議を行った。

### 第1章　総則
本法1条は、本法の趣旨について次のとおり規定している。
- 生殖補助医療の提供等に関し、基本理念を明らかにする。
- 生殖補助医療の提供等に関する国及び医療関係者の責務並びに国が講ずべき措置について定める。
- 第三者の配偶子を用いた生殖補助医療により出生した子の親子関係に関し、民法の特例を定める。

本法2条は、本法が規律の対象とする生殖補助医療を、次のいずれかであると定義する。
- 人工授精を用いた医療。人工授精とは、「男性から提供され、処置された精子を、女性の生殖器に注入すること」である。単なる性交は、精子を処置しない点で、本法がいう生殖補助医療からは外れる[16]。
- 体外受精又は体外受精胚移植を用いた医療。体外受精とは、「女性の卵巣から採取され、処置された未受精卵を、男性から提供され、処置された精子により受精させること」である。体外受精胚移植とは、体外受精により生じた胚を女性の子宮に移植することである。

代理懐胎（本記事では、女性が自らの卵子に由来する子を他の女性に懐胎・出産してもらうこと（借り腹）をいう。）には生殖補助医療と同様の行為が含まれることが多いが、代理懐胎が本法にいう生殖補助医療に当たるのか否かを、本条は明言していない。本条には、未受精卵を採取される女性と胚を子宮に移植される女性とが同一人物でなければならないことを明示する文言がないので、代理懐胎も、本条が定義する人工授精、体外受精又は体外受精胚移植生殖を用いるものであれば、本法がいう「生殖補助医療」に当たると解釈することが可能である。現に、後述するとおり、本法9条がいう「生殖補助医療」について、これに代理懐胎が含まれるという解釈が立法過程で明示的に示された。他方で、後述するとおり、3条1項が生殖補助医療を不妊治療と位置付けているので、論理的には、「代理懐胎は代理母自身の不妊治療ではないから、代理懐胎は本法がいう生殖補助医療に当たらない。」という解釈を立てることもできる。発議者の一人である秋野公造は、2020年11月19日の参議院法務委員会において、本法3条は代理懐胎を想定したものではないと答弁した。

### 第2章　生殖補助医療の提供等
本法3条は、生殖補助医療の基本理念について次のとおり規定している。
- 生殖補助医療は、提供を受ける者の心身の状況等に応じた適切な不妊治療であるべきこと（1項）。
- 生殖補助医療により懐胎・出産をする女性の健康を保護すべきこと（同項）。
- インフォームド・コンセント（2項）
- 配偶子の採取、管理等の安全性が確保されるべきこと（3項）。
- 「生殖補助医療により生まれる子については、心身ともに健やかに生まれ、かつ育つことができるよう必要な配慮がなされるものとする。」（4項）

本法4条、6条ないし8条は、国（日本国政府機関）に次のとおりの責務等を課す。
- 生殖補助医療の適切な提供等を確保するための施策を策定・実施する責務（4条）及びこれを確保するために法制上の措置等を講じる義務（8条）
- 妊娠、出産、不妊治療に関する知識の普及及び啓発に努める義務（6条）
- 生殖補助医療の当事者等のために相談体制の整備を図る義務（7条）

本法5条は、医療関係者に対し、3条の基本理念を踏まえて良質かつ適切な生殖補助医療を提供する責務を課している。

### 第3章　生殖補助医療により出生した子の親子関係に関する民法の特例
本法9条は、「女性が自己以外の女性の卵子〔中略〕を用いた生殖補助医療により子を懐胎し、出産したときは、その出産をした女性をその子の母とする。」と規定する。ここにいう「卵子」には、その卵子に由来する胚も含まれる。本条は、法制審議会中間試案の第1と同文である。
女性が本法がいう「生殖補助医療」を用いて代理懐胎し、子を出産したときに、その女性は本条の適用を受けるか。言い換えると、本条がいう「生殖補助医療」は、懐胎する女性自身の不妊治療のために行われるものであることを要するか。この問題は2020年（令和2年）11月19日の参議院法務委員会でも取り上げられた。発議者は、本条を、代理懐胎の場合を含めて出産した女性が子の母であることを確定させる趣旨の規定であり、前掲平成19年（2007年）最高裁判所決定を踏襲したものと解釈していた。発議者の解釈によると、本条は、本法第3章の題名にかかわらず、民法と異なる規律をするものではないことになる。
したがって、代理懐胎の依頼者が、代理母に出産してもらった子と実親子関係を持とうとすれば、特別養子縁組をするしかない。特別養子縁組をすることができるのは法律婚の当事者に限るから（民法817条の3第1項）、事実婚や独身の者が代理懐胎を依頼しても、日本政府が認める実親になることはできない。
本法10条は、「妻が、夫の同意を得て、夫以外の男性の精子〔中略〕を用いた生殖補助医療により懐胎した子については、夫は、〔中略〕その子が嫡出であることを否認することができない。」と規定している。ここにいう「精子」には、その精子に由来する胚も含まれる。本条の定める要件があると、夫は子との血縁関係がなくても嫡出否認ができなくなるという点で、本条は民法774条の特則に当たる。本条は、法制審議会中間試案の第2と概ね同内容を条文化したものであるが、同試案が所定の要件を充たす夫を「子の父とする」と端的に規定していたのに対し、本条は所定の要件を充たす夫が嫡出否認権を喪失する結果、法律上は子の父であることを争えなくなると間接的に規定している。これは、嫡出推定を受ける子の父子関係を、その子が第三者の精子を用いた生殖補助医療により懐胎されたか否かを問わず、嫡出否認の制度で一元的に決するためである。夫の同意の形式には特段の制限が設けられていない。一般社団法人日本生殖補助医療標準化機関が公表している「精子・卵子の提供による非配偶者間体外受精に関するJISARTガイドライン」は、実施医療施設の医師が夫婦に対して所定の説明を行った後、3か月の熟慮期間を置いた上で、夫婦の各自から署名捺印した同意書を同時に提出してもらう旨を定めている（2-4(1)①）。
本法第3章が施行されることにより、子を被告とする嫡出否認の訴えの攻撃防御の構造は次のようになる。
- 請求原因
  - 被告が出生したこと。
  - 被告の出生日が、被告を出産した女性（以下、この段落で「母」という。）[24]と原告との法律婚成立後201日以降、法律婚解消後300日以前であったこと[25][26]。
  - 原告が被告の出生を知ってから1年以内に本件訴えを提起したこと。
  - 原告と被告との間に血縁関係がないこと。
- 抗弁
  - 母が被告を生殖補助医療により懐胎したこと。
  - 母が生殖補助医療により懐胎することについて、原告が同意したこと[27]。
- 再抗弁例その1
  - 原告が被告の懐胎前に母が生殖補助医療により懐胎することへの同意を撤回したこと[28]。
- 再抗弁例その2
  - 母が原告との法律婚成立より前又は法律婚解消より後に被告を懐胎したこと[29]。

### 附則
本法附則1条、2条は、施行日を次のとおり規定している。
- 本法第3章の規定は、公布の日から起算して1年を経過した日から施行し、施行日以後に生殖補助医療により出生した子について適用する（1条ただし書き、2条）。
- その他の規定は、公布の日から起算して3月を経過した日から施行する（1条本文）。

本法附則3条1項は、8条が国に命じる措置のうち優先的に取り組み、おおむね2年を目途として法律の制定等の成果を出すべきものを次のとおり例示する。
- 生殖補助医療及びその提供に関する規制の在り方
- 生殖補助医療に用いられる配偶子又は胚の提供又はあっせんに関する規制の在り方
- 他人の配偶子を用いた生殖補助医療の提供を受けた者、当該配偶子の提供者及び生まれた子に関する情報の保存及び管理、開示等に関する制度の在り方

本条3項は、本法がいう生殖補助医療の範囲の拡大と、その拡大に応じた第3章の規定の特例を具体的な検討課題として挙げている。

### 附帯決議
2020年（令和2年）11月19日の参議院法務委員会及び同年12月2日の衆議院法務委員会は、本法案を可決するに当たり、それぞれ附帯決議を行った。衆議院法務委員会の附帯決議は、次のような違いがあるほかは、参議院法務委員会の附帯決議と同一内容である。
- 4項として「政府は、本法第三条第四項の規定が、本法の目的の一つである生殖補助医療によって生まれくる子どもの福祉と権利の尊重を理念に定めたものであり、障がいの有無にかかわらず、すべての子どもが安全で良好な環境で生まれ、育つ固有の権利を有すること、及びその尊重と確保のために必要な配慮がなされなければならないことを規定していることに留意し、必要かつ適切な施策を講ずること。」が挿入され、以降の項番号が一つずつ繰り下がっている。
- 14項3号（参議院法務委員会の附帯決議の13項3号に相当）の「児童の権利に関する条約（子どもの権利条約）」の次に「及び障害者の権利に関する条約」が挿入されている。

## 適用範囲
時的適用範囲についてみると、本法は2020年（令和2年）12月11日に公布されたので、3か月後の2021年（令和3年）3月11日に第1，2章が施行され、1年後の2021年（令和3年）12月11日に第3章が施行される（附則1条）。第3章の規定は、施行日以後に出生した子について適用される（附則2条）。人間の新生児の平均的な在胎週数は39週であるから、本法が公布された時点で生殖補助医療に取り組んでいる者は、子の出生時に本法の適用を受ける可能性がある。
本法第3章の人的適用範囲についてみると、法の適用に関する通則法によると、夫の本国法又は妻の本国法のどちらかを適用すると子が嫡出子になるときは、子は嫡出子となる（28条1項）。したがって、夫又は妻が日本人である夫婦が生殖補助医療の提供を受けて子が出生したときは、本法に沿って親子関係を検討する必要がある。また、非嫡出子の親子関係の成立は、父との間の親子関係については父の本国法により、母との間の親子関係については母の本国法により規律される（29条1項前段）。したがって、日本人女性が生殖補助医療により懐胎、出産したときは、本法9条が適用される。
本法第1、2章の地理的適用範囲は日本国内であるが、第3章の地理的適用範囲は限定がない。法の適用に関する通則法が親子関係の存否に関して地理的連結素を挙げていないので、生殖補助医療、これによる懐胎及び出産がどこで行われても、日本政府は本法に従って親子関係の存否を判断することになる。

## 残されている問題
前述のとおり、本法は附則3条に掲げる問題の解決を明示的に先送りした。これらの問題は、おおむね2年を目途として衆参両議院の常任委員会の合同審査会などで検討を行い、その結果を踏まえて必要な法制上の措置が講じられるべきである、と規定されている（同条2項、3項）。また、参議院及び衆議院の各法務委員会による附帯決議により、数多くの留意事項が政府に対して指示され、附則3条に基づく検討の対象事項が次のとおり具体化された。
- 女性の性と生殖に関する自己決定権の保障の確保
- 出自を知る権利の在り方
- 本法を児童の権利に関する条約及び障害者の権利に関する条約の要請に合致させるための、子の権利利益の保障の在り方
- 配偶子の提供者及び被提供者が承諾した事実の管理等を行う公的機関の在り方
- 審査・監督機関や専門職の資格制度の在り方
- 配偶子の被提供者の要件及び判断の在り方
- 法令違反の際の罰則等と倫理規定の在り方
- 同性間のカップルに関する諸問題
- 当事者に対するインフォームド・コンセントの確保・確立と不利益の回避のための具体的な制度の在り方
- 家族間等の無償の卵子提供の強要を防止する対策
- 代理懐胎についての規制の在り方
- 法制審議会民法（親子法制）部会の結論を踏まえた新たな法制上の措置

これらの検討課題の中で、検討を先送りしたこと自体が立法過程において最も厳しく批判されたのは、出自を知る権利である。出自を知る権利は、本法附則3条1項3号が言及している、子が配偶子の提供者に関する情報の開示を受ける利益を、子の権利として捉えたものである。この点について、発議者は、出自を知る権利を権利として保障する方向で議論すべきであると述べながらも、出自を知る権利の前提となる記録の保存、開示の在り方を先に検討すべきであるとも述べた。
また、本法3条4号が「子が心身ともに健やかに生まれるよう必要な配慮をする」と述べていることが、障害や疾病を有する子の出生自体を否定的に捉える風潮につながるとの懸念を表明する見解がある。この点について発議者は、本法3条4項は障害者の権利に関する条約10条、17条に合致すると主張したが、同条約の上記各条は、「全ての人間が生命に対する固有の権利を有する」、「全ての障害者は、〔中略〕その心身がそのままの状態で尊重される権利を有する」と述べ、「人の生まれ方には望ましいも望ましくないもない」という思想を採用している。また、発議者は、「健やかに生まれ」という法文は次世代育成支援対策推進法1条、2条、母子保健法2条などにも用例があり、「心身ともに健やかに」という法文は児童福祉法2条各項、3条の2、3条の3第1項などにも用例があり、いずれも優生思想を想起させるような用例ではないと主張したが、この用例を組み合わせた「心身ともに健やかに生まれ」という表現は、児童福祉法1条1項が1947年に立法されて以来用いられていたものの、2014年に日本政府が上記条約の批准書を寄託した後、2016年に成立した児童福祉法等の一部を改正する法律（平成28年法律第63号）により、「心身ともに健やかに育成」と改められた。本法3条4項がどうあるべきかを検討する際には、上記のような背景事情を念頭に置く必要がある。
また、基本理念に配偶子の提供者の安全への言及がないことを批判する見解もある。
さらに、生殖補助医療に関する当事者への情報開示は、血縁上の親子間の法律関係や面会交流に関する規律とも密接に関連するのに、生殖補助医療のために精子を提供した男性が、その精子に由来する胚により出生した子を認知しようとしたり、子から認知を求められた場合の規律が欠けている。本法10条がいう夫の同意を得ずに妻が子を懐胎した場合の父子関係に関する規律も、本法には欠けている。法制審議会中間試案の第3の1はこのような場合の規律を定めるものであるが、これに対応する条文を本法は置いていない。
解釈論上の問題点としては、例えば次のようなものが考えられる。
- 本法9条、10条がいう「生殖補助医療」は、医療行為として適法に行われるものであることを要するか[41]。この点が問題となるのは、例えば医師でない者が生殖補助医療を行った場合などである。
- 本法10条がいう夫の同意は、何についての同意か。本条の元になった法制審議会中間試案の第2がいう夫の同意は、妻が生殖補助医療を受け、それによって妻が懐胎することについての妻に対する同意である[42]。発議者も、同じ解釈を採った[34]。なお、審議過程で「夫が、懐胎には同意するが、父の地位は引き受けないと表明することに、何らかの法的意味があるのか。」という疑問が呈された[43]。しかし、本条は夫の同意の法律効果を嫡出否認権の喪失に固定しているので（準法律行為のうち、観念の通知に当たる。）、上記の疑問は「準法律行為に附款を付すことに法的意味があるか。」という問題に帰着する。もっとも、上記のような表明を夫の同意と認定できるのかは、個別の事案ごとに検討が必要である[44]。
- 本法10条がいう夫の同意は、いつまでにされることを要するか。条文の文言は、まず夫が同意をし、次に妻が生殖補助医療により懐胎するという順序で書かれているし、前述した日本生殖補助医療標準化機関のガイドラインもその順序を要求している。そこで、本法10条は、まず妻が生殖補助医療により懐胎し、次に夫が同意した場合にも適用されるかという問題が生じる[45]。この点について、発議者は、夫の同意は妻の懐胎に至った生殖補助医療の実施前にされている必要があると説明したが[46]、生殖補助医療の実施から子の出生までの夫の同意が有効なのか、無効であるとしても何らかの意味を持つのか（夫の嫡出否認権の行使を権利濫用とする根拠の一つになるなど）、といった問題は残されている。
- 本法10条がいう夫の同意は、撤回できるか。撤回できるとして、夫はいつまで同意を撤回できるか。本条の元になった法制審議会中間試案は、夫は生殖補助医療の実施前まで同意を撤回できることを前提として立案された[47]。他方で、民法は嫡出推定を生殖行為の時ではなく懐胎の時を時的基準としているし、本法10条の文言を見ても、「夫の同意を得て〔中略〕生殖補助医療を受け、よって懐胎し、」と規定するのではなく、「夫の同意を得て〔中略〕懐胎し、」と規定するから、文言上は、夫の同意が妻の懐胎までに撤回されれば本条は適用されないという解釈も可能である。
- 本条がいう夫の同意に、意思表示の瑕疵に関する民法総則の規定の適用があるか。発議者は、精子提供者が誰であるかを夫が知っていることは同意の要件ではないと述べていたから[34]、発議者の解釈に従えば、精子提供者が誰であるかについて夫に誤解があっても、それは意思表示の要素の錯誤ではないと解釈することが論理的帰結となる。
- 本法10条は、妻が子を懐胎した時点で嫡出推定が働かないような状況が生じていても適用されるか。この点が問題となるのは、例えば、女性が男性の同意を得て生殖補助医療により懐胎し、懐胎後にその男性と法律婚をした場合、妻が懐胎した時点で夫は服役中であった場合、妻が懐胎した時点で夫が既に死亡していた場合（死後懐胎）などである。このような場合にはそもそも民法774条の出番がないから[48]、同条の特則である本法10条も出番がないというのが論理的帰結であり、発議者も、本条は子に嫡出推定が及ぶ場合に適用があるとの解釈を示していた[49]。

野田聖子ら超党派の国会議員は、2020年12月9日に超党派の議員連盟を設立し、本法に残されている問題点を議論すると表明している。